# الاتحادية الفرنسية للأيكيدو والبودو
الاتحادية الفرنسية للأيكيدو والبودو. (بالفرنسية: Fédération française d'aïkido et de budo)‏، هي اتحادية تضم أكثر من 800 نادي، منها 19,000 مرخص. لديها إعتماد من وزارة الرياضة بقرار 7 أكتوبر 1985 و3 ديسمبر 2004، ومعترف بها من قبل منظمة الأيكيكاي في طوكيو.
رئيس الإتحادية ميشيل جيليت (Michel Gillet ) منذ عام 2016.

## تقديم
أنشئت (الفيدرالية الفرنسية للأيكيدو والبودو) في عام 1982، كجزء من الأعمال التي عرضت والتي وضعها نوبويوشي تامورا أثناء إقامته في فرنسا، 1964-2010.
عمل فرعا (الفيدرالية الفرنسية للأيكيدو، أيكي بودو و الشبيبة)، من اتحاد الفيدراليات للأيكيدو، وهو أيضا عضوا في الاتحاد الأوروبي للأيكيدو. يقع مقرها في براس، وفي هذا المكان تعمل المدرسة الوطنية في أيكيدو، حيث يتابع الجميع أبحاثهم، بروح منشئ الإنضباط، أوسينسي.
في عام 2012، في (الفيدرالية الفرنسية للأيكيدو والبودو) حوالي 28344 مسجل.

## روابط خارجية
- موقع رسمي